# Porphyrio flavirostris
La gallinula azzurra, gallinella beccogiallo o pollo sultano azzurro (Porphyrio flavirostris) è una specie di uccello della famiglia Rallidae. Vive in Argentina, Bolivia, Brasile, Colombia, Ecuador, Guiana Francese, Guyana, Paraguay, Perù, Suriname, Trinidad e Tobago, Stati Uniti e Venezuela.
Il becco e lo scudo frontale sono giallo-verdastro pallido. Le copritrici sono azzurro-verdastre, mentre il dorso e la coda virano più sul bruno. La gola e le regioni inferiori sono bianche, mentre le zampe sono gialle.
Vive nelle paludi con presenza di vegetazione galleggiante, ma si trova anche sulle rive di fiumi e laghi. Il nido è costituito da una conca fatta di foglie nel mezzo della fitta vegetazione palustre. La nidiata è costituita da 4-5 uova, covate da entrambi i genitori.
La dieta comprende invertebrati, insetti e semi raccolti in acqua o tra la vegetazione. Quando è in cerca di cibo si arrampica spesso sui rami degli alberi più bassi che si protendono sopra l'acqua.